# İlbank Gençlik ve Spor Kulübü 2015-2016
Questa voce raccoglie le informazioni riguardanti l'İlbank Gençlik ve Spor Kulübü nella stagione 2015-2016.

## Organigramma societario
Area direttiva
- Presidente: Mehmet Turgut Dedeoğlu

Area tecnica
- Allenatore: Yücel Sevindi
- Secondo allenatore: Fatih Işıldar
- Assistente allenatore: Barış Topçu
- Scoutman: Barış Topçu

## Rosa
| N° | Nome              | Ruolo | Data di nascita  | Nazionalità sportiva |
| -- | ----------------- | ----- | ---------------- | -------------------- |
| 1  | Aleyna Sevim      | L     | 1º novembre 1997 | Turchia              |
| 2  | Yanelis Santos    | O     | 30 marzo 1986    | Cuba                 |
| 3  | Ceren Karagöl     | C     | 11 marzo 1997    | Turchia              |
| 5  | Iryna Truškina    | C     | 3 dicembre 1986  | Ucraina              |
| 6  | Selin Toy         | C     | 13 luglio 1993   | Turchia              |
| 7  | Mariana Diaconiţa | S     | 19 agosto 1986   | Turchia              |
| 8  | Buse Ünal         | P     | 29 luglio 1997   | Turchia              |
| 10 | Merve Tanıl       | P     | 22 febbraio 1990 | Turchia              |
| 11 | Ezgi Dağdelenler  | S     | 3 novembre 1993  | Turchia              |
| 13 | Janset Erkul      | C     | 12 gennaio 1997  | Turchia              |
| 14 | Ceren Cihan       | L     | 3 febbraio 1991  | Turchia              |
| 15 | Zeynep Oturan     | S     | 22 maggio 1997   | Turchia              |
| 17 | Eva Janeva        | S     | 31 luglio 1985   | Bulgaria             |
| 20 | İlkin Aydın       | S     | 5 gennaio 2000   | Turchia              |

## Statistiche

### Statistiche di squadra
| Competizione     | Punti | In casa | In casa | In casa | In trasferta | In trasferta | In trasferta | Totale | Totale | Totale |
| Competizione     | Punti | G       | V       | P       | G            | V            | P            | G      | V      | P      |
| ---------------- | ----- | ------- | ------- | ------- | ------------ | ------------ | ------------ | ------ | ------ | ------ |
| Voleybol 1. Ligi | 7     | 11      | 1       | 10      | 11           | 0            | 11           | 28     | 6      | 22     |
| Totale           | -     | 11      | 1       | 10      | 11           | 0            | 11           | 28     | 6      | 22     |

G = partite giocate; V = partite vinte; P = partite perse

### Statistiche dei giocatori
| Giocatore      | Campionato | Campionato | Campionato | Campionato | Campionato | Totale | Totale | Totale | Totale | Totale |
| Giocatore      | P          | PT         | AV         | MV         | BV         | P      | PT     | AV     | MV     | BV     |
| -------------- | ---------- | ---------- | ---------- | ---------- | ---------- | ------ | ------ | ------ | ------ | ------ |
| İ. Aydın       | 6          | 2          | 0          | 0          | 2          | 6      | 2      | 0      | 0      | 2      |
| C. Cihan       | 27         | 1          | 1          | 0          | 0          | 27     | 1      | 1      | 0      | 0      |
| E. Dağdelenler | 27         | 222        | 180        | 16         | 26         | 27     | 222    | 180    | 16     | 26     |
| M. Diaconiţa   | 28         | 186        | 141        | 31         | 14         | 28     | 186    | 141    | 31     | 14     |
| J. Erkul       | 27         | 150        | 74         | 58         | 18         | 27     | 150    | 74     | 58     | 18     |
| E. Janeva      | 14         | 233        | 205        | 13         | 15         | 14     | 233    | 205    | 13     | 15     |
| C. Karagöl     | 2          | 1          | 1          | 0          | 0          | 2      | 1      | 1      | 0      | 0      |
| Z. Oturan      | 14         | 12         | 12         | 0          | 0          | 14     | 12     | 12     | 0      | 0      |
| Y. Santos      | 28         | 482        | 415        | 34         | 33         | 28     | 482    | 415    | 34     | 33     |
| A. Sevim       | 14         | 0          | 0          | 0          | 0          | 14     | 0      | 0      | 0      | 0      |
| M. Tanıl       | 28         | 27         | 7          | 6          | 14         | 28     | 27     | 7      | 6      | 14     |
| S. Toy         | 22         | 56         | 32         | 17         | 7          | 22     | 56     | 32     | 17     | 7      |
| I. Truškina    | 23         | 224        | 172        | 37         | 15         | 23     | 224    | 172    | 37     | 15     |
| B. Ünal        | 28         | 59         | 22         | 17         | 20         | 28     | 59     | 22     | 17     | 20     |

P = presenze; PT = punti totali; AV = attacchi vincenti; MV = muri vincenti; BV = battute vincenti